# Plateau de Beauregard
Plateau de Beauregard este o arie protejată (sit de importanță comunitară — SCI) din Franța întinsă pe o suprafață de 413 ha, integral pe uscat.

## Localizare
Centrul sitului Plateau de Beauregard este situat la coordonatele 45°53′03″N 6°23′25″E / 45.88417°N 6.39028°E.

## Înființare
Situl Plateau de Beauregard a fost declarat arie specială de conservare în baza directivei 92/43 din 1992 referitoare la conservarea habitatelor naturale și a faunei și florei sălbatice pentru a proteja 1 specie de plante și 2 specii de animale.

## Biodiversitate
Situată în ecoregiunea alpină, aria protejată conține 12 habitate naturale: Formațiuni ierboase bogate în specii de Nardus, dezvoltate pe substraturi silicioase în zone montane (și în zone submontane, în Europa continentală), Pajiști cu Molinia pe soluri calcaroase, turboase sau argilos-nămoloase (Molinion caeruleae), Liziere de ierburi înalte hidrofile de câmpie și de nivel montan până la alpin, Fânețe montane, Mlaștini turboase de tranziție și turbării mișcătoare, Mlaștini alcaline, Mlaștini împădurite, Păduri acidofile de Picea de la nivel montan la nivel alpin (Vaccinio-Piceetea), Turbării active, Tufărișuri subarctice cu Salix spp., Mlaștini oligotrofe degradate, capabile încă de regenerare naturală, Pajiști alpine și boreale.
La baza desemnării sitului se află mai multe specii protejate:
- plante (1): Hamatocaulis vernicosus
- nevertebrate (2): fluturele auriu (Euphydryas aurinia), Phengaris teleius

Pe lângă speciile protejate, pe teritoriul sitului au mai fost identificate 9 specii de plante, 1 specie de amfibieni, 7 specii de nevertebrate, 1 specie de reptile.